# اندی کربرات
اندی کربرات (انگلیسی: Andy Kerbrat؛ زادهٔ ۱ اکتبر ۱۹۹۰) سیاستمدار اهل فرانسه و عضو حزب فرانسه تسلیم‌ناپذیر است.